# Maxwell Mwale
Maxwell Mwale est un homme politique zambien né le 9 mai 1957. Il fut député de la circonscription de Malambo de 2006 à 2012 et ministre des Mines sous la présidence de Rupiah Banda (2008-2011).

## Biographie
Né le 9 mai 1957, Maxwell Moses Boma Mwale est ingénieur des mines de profession. 
En 2006, il est élu député de la circonscription de Malambo sous les couleurs du Mouvement pour la démocratie multipartite (MMD). Puis, le 9 octobre de la même année, il est nommé ministre adjoint au Développement des Mines et des Minéraux sous la présidence de Levy Mwanawasa. Plus tard, sous la présidence de Rupiah Banda (2008-2011), il accède à la fonction de ministre ce même portefeuille.
Réélu député de Malambo en septembre 2011, sa victoire est cependant annulée le 1er février 2012 par la Haute-Cour de Lusaka : il est en effet accusé d'avoir truqué les élections législatives en sa faveur en distribuant 1 000 vélos à des Zambiens pour les inciter à voter pour lui,. 
En juillet 2013, Maxwell Mwale quitte le MMD et rejoint le Parti unifié pour le développement national (UNPD), déclarant qu'il s'agit du seul parti ayant une vision et un programme clairs pour la Zambie, et critique le Front patriotique (FP) au pouvoir, qu'il accuse d'être « un parti de mensonges ». En mars 2016, il quitte l'UNPD, à l'instar de 2 000 autres membres de l'opposition, pour rejoindre ce même Front patriotique.

## Problèmes judiciaires
Le 27 février 2015, Maxwell Mwale est condamné à 1 an de prison, assorti d'une peine de travaux forcés, pour avoir abusé de son pouvoir de ministre en facilitant la délivrance de permis d'exploitation minière à la compagnie chinoise Zhongui International Mining Industry Group Limited. Cette condamnation est censée servir d'exemple afin de dissuader d'autres fonctionnaires d'abuser de leur pouvoir, un problème qui serait « endémique » en Zambie selon le juge Lameck Mwale,. En mars 2015, il fait appel de sa condamnation et est libéré sous caution en l'échange d'une somme de 20 000 kwacha zambien.
Le 8 janvier 2017, il est cependant à nouveau condamné, aux côtés de son ancien ministre délégué Boniface Nkhata (de), à 2 ans d'emprisonnement assortis d'une peine de travaux forcés pour avoir dérobé 40 vélos destinés à des mineurs et d'une valeur de 22 000 kwacha zambien,. Ils sont cependant tous deux libérés sous caution quelques jours plus tard.